# Desenvolvimento desigual e combinado
A lei do desenvolvimento desigual e combinado é a teoria formulada pelo revolucionário marxista russo León Trotsky que compreende a ocorrência simultânea de aspectos avançados e atrasados no processo de desenvolvimento econômico dos países. Isso se revela especialmente nos países periféricos do sistema mundial, nos quais um setor extremamente moderno da economia pode existir de forma combinada com o mais atrasado, resultando numa formação social sem grandes contradições entre as classes dominantes. Esta elaboração é a base da teoria da revolução permanente, do mesmo autor.

## Histórico
A lei do desenvolvimento desigual e combinado é uma das faces mais conhecidas do pensamento de Trotsky. Como descreve Bianchi, para Nahuel Moreno (1981, p. 63), esta seria “a descoberta mais importante do marxismo e da ciência moderna", se constituindo como uma teoria que "unifica as leis genéticas e estruturais”. O teórico francês Ernest Mandel (1980, p. 37) a define como "a principal forma de aplicação da dialética à compreensão e transformação da realidade contemporânea". Já Michael Löwy aponta esta lei como "a contribuição mais importante do revolucionário russo à teoria marxista" (1998, p. 73 e 79).
Alvaro Bianchi descreve que, somente em 1957, 17 anos após a morte de Trotsky (1940), o filósofo e militante estadunidense George Novack publicará, na revista inglesa Labour Review, um ensaio no qual apresenta o conceito de “lei do desenvolvimento desigual e combinado” (cf. LEIDEN, 2007, p. 149). Novack foi, entretanto, muito além de Trotsky na apresentação desta lei, afirmando que ela seria uma das “leis fundamentais da história humana” (NOVACK, 1988, p. 9) e teria “raízes em acontecimentos comuns a todos os processos de crescimento, tanto na natureza como na sociedade” (idem, p. 15).

## O desenvolvimento econômico nos países atrasados
Afirmava Trotsky que "quanto mais atrasado é um país, mais evoluída é a parte mais desenvolvida da sua economia" (Trótski considerava que esta seria a situação na Rússia pré-revolução de 1917). O raciocínio, aparentemente contraditório, analisava que, se um país começa a se industrializar tarde, adotará as indústrias mais modernas existentes no momento, logo, a incipiente indústria será altamente desenvolvida tecnologicamente, convivendo combinadamente com formas econômicas tradicionais.
Segundo Trotsky, quanto mais tarde um país se industrializasse, a burguesia local seria mais conservadora, já que o temor ao proletariado seria muito maior que a sua oposição à aristocracia e às demais classes dominantes antecedentes. Assim a burguesia optará por construir alianças com as classes dominantes para desenvolver o Estado burguês moderno e seu processo de industrialização, evitando romper com a estrutura de poder existente. Neste pensamento a única alternativa de projeto político para a classe trabalhadora não seria sua aliança com a burguesia, no apoio a uma revolução burguesa, como teria acontecido na Revolução Francesa ao final do século XVIII, mas sim um projeto autônomo, o que empurraria às classes e grupos sociais oprimidos à luta contra o grande capital (o campesinato, as minorias nacionais etc) e o consequente processo revolucionário social. 
Esta lei fundamenta a chamada teoria da revolução permanente, em que se afirma que o proletariado não deve lutar por reformas sociais que auxiliem uma revolução burguesa, mas diretamente pela revolução socialista. Certamente esta proposição política tem a Revolução Russa de 1917 como seu modelo, tratando-se de pensamento desenvolvido por Trotsky em sua obra "História da Revolução Russa".